# Bee Vang
Bee Vang, född 4 november 1991 i Fresno i Kalifornien, är en amerikansk skådespelare. Han är främst känd för en framträdande biroll i filmen Gran Torino från 2008 i regi av Clint Eastwood.